# 汪集街道
汪集街道辦事處地處武漢市新洲區中部，東臨邾城。版圖面积139.93平方千米，人口86093人。辖2个居委会、50个村委会。

## 交通
本地區為武漢市中心城區與新洲邾城的交通要戶，漢施公路從中穿過。

## 下轄地區
荣生、孔埠、白洋、蔡湾、人胜、姚堤、米筛、金湖、胡三、堤围、新畈、左店、洲上、杨泊、双河、王泗、孔埠、太和、程山、大泊、罗泊、陈墩、金桥、王瓦、六合、汪集、曹寨、吴河、河口、柏树、欧咀、陶河、下集、湖口、宝龙、茶亭、山村、童畈、冯铺、湖东、王龙、复兴、邱贤、棉花、咀埠、绿湾、洪寨、魏咀、湖西、安仁、陶咀、余楼。其中政府駐地榮生社區。

## 特產
汪集雞湯以味鲜美、肉细嫩、香醇厚著称，雞湯使用汪集本地土雞和天然地下水烹製，有一種天然的甘甜味道。